# Resolució 1531 del Consell de Seguretat de les Nacions Unides
La Resolució 1531 del Consell de Seguretat de les Nacions Unides fou adoptada per unanimitat el 12 de març de 2004. Després de reafirmar totes les resolucions sobre la situació entre Eritrea i Etiòpia, especialment la Resolució 1507 (2003), el Consell va ampliar el mandat de la Missió de les Nacions Unides a Etiòpia i a Eritrea (UNMEE) fins al 15 de setembre de 2004.

## Resolució

### Observacions
El Consell de Seguretat va reafirmar el seu suport al procés de pau entre els dos països i el paper que juga la UNMEE per facilitar la implementació de l'acord d'Alger i la decisió de la Comissió Fronterera sobre la frontera recíproca. El Consell va expressar la seva preocupació pels retards en el procés de demarcació de la frontera mútua. També preocuparva que la Comissió no pogués dur a terme la seva tasca i la manca de cooperació tant d'Etiòpia com d'Eritrea amb les Nacions Unides a aquest respecte.

### Actes
La resolució va ampliar el mandat de la UNMEE a l'actual nivell de tropes de 4.200 d'acord amb la Resolució 1320 (2000). Es va instar a ambdues parts a complir els seus compromisos en virtut de l'acord d'Alger i cooperar amb la Comissió de Fronteres per complir el seu mandat. També es va demanar a les parts que cooperessin amb la UNMEE, protegissin el personal de les Nacions Unides i establissin un corredor aeri entre les capitals d'Addis Abeba i Asmara per facilitar el treball de l'operació i reduir costos addicionals a les Nacions Unides.
El Consell va reafirmar la importància del diàleg entre els dos països i la normalització de les seves relacions diplomàtiques, tot i que es vigilarà el progrés. El secretari general Kofi Annan revisarà constantment l'eficàcia de la MINUEE i considerarà possibles mesures de racionalització.